# Дорохин, Владимир Васильевич
Владимир Васильевич Дорохин (бел. Уладзімір Васільевіч Дарохін; род. 1 января 1948, Слоним, СССР) — советский и белорусский композитор, музыкальный педагог, заслуженный деятель искусств Республики Беларусь (1988), член Белорусского союза композиторов (1977), доцент (1991), профессор кафедры композиции Белорусской государственной академии музыки.

## Биография
Родился 1 января 1948 года в г. Слониме, Гродненской обл. БССР в семье офицера.
Первой ступенькой в музыкальном образовании В. Дорохина стали уроки игры на фортепиано в небольшой студии гарнизонного Дома офицеров. Потом было обучение в ДМШ № 1 г. Минска, первые опыты в композиции, Средняя специальная музыкальная школа при Белорусской государственной консерватории, оконченная по специальностям фортепиано и теория музыки. Сближение и занятия по композиции с композитором И. Лученком, вернувшимся в то время в Минск после ленинградской стажировки, во многом определили дальнейший путь в профессию.
С 1968 по 1973 год В. Дорохин — студент композиторского отделения Ленинградской государственной консерватории им. Н. А. Римского-Корсакова (класс композиции В. А. Успенского). Общение с выдающимися музыкантами Б. А. Араповым (инструментовка), М. С. Друскиным, И. Я. Пустыльником, П. А. Вульфиусом (история и теория музыки), многими другими, окончательно сформировали его творческие взгляды. Окончив консерваторию В. Дорохин возвращается в Минск и навсегда связывает свою дальнейшую деятельность с Республикой Беларусь.
С 1977 года В. Дорохин — член Белорусского союза композиторов. В 1980 г. избирается в состав президиума правления и на протяжении многих последующих лет, как первый секретарь правления, работает в должности заместителя председателя Союза композиторов Беларуси В 1984 году В. Дорохин закончил ассистентуру-стажировку Белорусской государственной консерватории им. А. В. Луначарского у Д. Б. Смольского
С конца 1980-х годов В. Дорохин на педагогической работе.
В 1989 году его приглашают возглавить созданную в Белорусской государственной консерватории новую кафедру — инструментовки, аранжировки и чтения партитур. А в 1997 году избирают на должность заведующего кафедрой композиции БГАМ. На этом посту В. Дорохин, придя на смену А. В. Богатырёву, проработал свыше 15 лет. С 2013 г. В. Дорохин — профессор кафедры композиции БГАМ. Среди его учеников много известных деятелей белорусской культуры, члены Белорусского союза композиторов, лауреаты международных конкурсов.

## Творчество
Композитор В. Дорохин работает в разных жанрах. Но область симфонической музыки, судя по всему, является для него приоритетной. Одно из заметных свойств его произведений — сочетание открытого эмоционального начала со строгим рационализмом в организации музыкальной формы.
В числе наиболее значительных достижений композитора можно назвать Симфонию № 2 для струнного квартета и камерного оркестра (1979), опубликованную издательством «Советский композитор» и записанную фирмой «Мелодия», сюиту для камерного оркестра «Мемориал» (1985), отмеченную дипломом XII Всемирного фестиваля молодёжи и студентов в Москве, многократно исполнявшуюся в Беларуси и за её пределами, Симфонию № 3 «Франциск Скорина: жизнь и бессмертие», получившую первую премию на Республиканском конкурсе, посвящённом 500-летию Ф. Скорины (1990). Начиная с 80-х годов XX в. в музыке композитора явно прослеживается тенденция демократизации стиля. Если в произведениях раннего периода его творчества отчётливо просматривались черты музыкального авангарда, то с течением времени в них всё более усиливаются романтические тенденции.
Многие произведения композитора адресованы юношеской аудитории и широко используются в качестве педагогического репертуара.
Владимир Дорохин — автор ряда научных публикаций, методических работ, типовых учебных программ для музыкальных ВУЗов. Им создано первое в Беларуси учебное пособие по композиции — «Основы композиции и импровизации» (2014). Эта работа основана на многолетнем личном опыте подготовки композиторов в собственном классе и изобилует примерами из живой педагогической практики.

## Награды и звания
- Заслуженный деятель искусств Республики Беларусь (1988);
- Доцент (1991);
- Нагрудный знак «За ўклад у развіццё культуры Беларусі» (2008).

## Основные сочинения
3 симфонии (1976, 1979, 1990); кантата для детского хора и эстрадно-симфонического оркестра «Песни лета» (1970); оратория «Зямля Беларусі» (1981); Концерт для фортепиано с оркестром (1983); «Мемориал» для камерного оркестра (1984); увертюра «Торжественное приветствие», посвящённая 40-летию Словацкого восстания (1984); «Пастораль» для гобоя и струнных (1988); кантата на стихи Абу Нуваса «Арабские притчи» (1996); 4 поэмы для симфонического оркестра (1985, 1991, 1992, 1997); симфония для альта и симфонического оркестра «Seven Verses of Hope and Glory» (2003); «Две народные сцены» для смешанного хора и симфонического оркестра (2014); камерные вокальные и инструментальные произведения для различных инструментов и составов, сочинения для хора, произведения для детей, музыка к театральным постановкам, кинофильмам, песни.

## Основные научные и методические публикации
- Об исследовании в музыкальном искусстве / В. В. Дорохин // Сборник материалов международной научной конференции «Музыкальное искусство на рубеже столетий» / издательство УП «Технопринт». — Минск, 2000.
- Анализ партитур: методические заметки / В. В. Дорохин. — Минск: БГАМ, 2000.
- «Симфоническая карма» Ю.Такахаши: особенности стиля и техника композиции / В. В. Дорохин // Музычная культура Беларусі: гістарычны шлях, кантакты: матэрыялы 10-х Навуковых чытанняў памяці Л. С. Мухарынскай (1906—1987) / БДАМ. — Мінск, 2002. — ISBN 985-6619-14-9.
- Академические традиции и советская композиторская школа: эпоха А. В. Богатырёва / В. В. Дорохин // «Анатолий Васильевич Богатырёв. Личность. Творец. Учитель»: сб. документов и статей / БГАМ. — Минск, 2005.
- Основы композиции и импровизации: учебное пособие / В. В. Дорохин. — Минск, БГАМ, 2014. — 231 с.: ил. — ISBN 978-985-7048-45-8
- Типовые учебные программы для музыкальных вузов по разным дисциплинам (композиция, инструментовка, обработка нар. тем и пр.).

## Наиболее значимые нотные издания
- Симфония № 2 для стр. квартета и камерного оркестра: партитура / В. Дорохин. — Ленинград, изд. Советский композитор, 1982. — 58 с.
- Урок музыки: цикл пьес для скрипки и фортепиано / В. Дорохин. — Минск, изд. Беларусь, 1982. — 24 с.
- Урок музыки: цикл пьес для фортепиано / В. Дорохин. — Минск, изд. Беларусь, 1986. — 48 с.
- Мемориал: сюита для камерного оркестра: партитура / В. Дорохин. — Ленинград, изд. Музыка, 1990. — 32 с.
- Крынічка: п’есы для фартэпіяна ў 4 рукі / У. В. Дарохін, А. А. Друкт. — Мінск, выд. Беларусь, 1995. — 48 с.
- Избранные фортепианные сочинения / В. Дорохин. — Минск, УО "Белорусская государственная академия музыки, 2006. — 84 с. — ISBN 985-6619-95-5
- Три романса на стихи А.Блока и И.Бунина / В. Дорохин // Из истории кафедры композиции Белорусской государственной академии музыки 1932—2007, выпуск 1, камерно-вокальные произведения. — Минск, УО Белорусская государственная академия музыки, 2007. С. 49-58. — ISBN 978-985-6837-14-5.
- Чакона / У. Дарохін // Хрэстаматыя цымбаліста, вуч. выданне / Укл. В. Прадзед. — Мінск, ТДА выд. «Чатыры чвэрці», 2015. — С. 4-10. — ISBN 978-985-7103-66-9.
- Концертная фантазия: для цимбал и фортепиано / В. Дорохин // Произведения композиторов — преподавателей Белорусской государственной академии музыки для народных инструментов. — Минск, УО Белорусская государственная академия музыки, 2017. — С. 32-59. — ISBN 978-985-7048-94-6.
- Арабские притчи: кантата для хора без сопровождения на стихи Абу Нуваса / В. Дорохин // Произведения композиторов — преподавателей Белорусской государственной академии музыки для хора. — Минск, УО Белорусская государственная академия музыки, 2017. — С. 59-80. — ISBN 978-985-7048-92-2.
- · Концертное скерцо: для балалайки и фортепиано / В. Дорохин // «Стомленыя плёсы»: произведения для балалайки композиторов Беларуси / Сост. М. В. Ильина. — Минск, ООО Ковчег, 2019. — С. 12-24. — ISMN 979-0-804501-95-7.
- Произведения для голоса, хора, различных инструментов, песни, музыка для детей и пр. в сборниках разных лет и издательств[12].